# Mesèmbria del Lissos
Mesèmbria del Lissos (en llatí Mesembria ad Lissus, en grec antic Μεσημβρία) era una ciutat grega de la costa sud de Tràcia vora la mar Egea, a la boca del riu Lissos (Lissus). És esmentada entre d'altres per Heròdot i Esteve de Bizanci.